# Masters de Miami 2022
El Miami Open presented by Itaú 2022 fue un torneo de tenis ATP World Tour Masters 1000 en su rama masculina y WTA 1000 en la femenina. Se disputó en Miami (Estados Unidos), en las canchas duras del complejo Hard Rock Stadium situado en Miami Gardens, entre el 23 de marzo y el 3 de abril.

## Puntos y premios en efectivo

### Distribución de puntos
| Evento                  | G    | F   | SF  | CF  | R16 | R32 | R64 | R128 | C  | C2 | C1 |
| Individuales masculinos | 1000 | 600 | 360 | 180 | 90  | 45  | 25  | 10   | 16 | 8  | 0  |
| Dobles masculinos       | 1000 | 600 | 360 | 180 | 90  | 0   | 0   | —    | —  | —  | —  |
| Individuales femeninos  | 1000 | 650 | 390 | 215 | 120 | 65  | 35  | 10   | 30 | 20 | 2  |
| Dobles femeninos        | 1000 | 650 | 390 | 215 | 120 | 10  | 5   | —    | —  | —  | —  |

## Cabezas de serie
Como resultado de las reglas especiales de ajuste de clasificación debido a la pandemia de COVID-19, los jugadores defienden el mayor de sus puntos del torneo de 2021 o el 50 % restante de sus puntos del torneo de 2019. Esos puntos no eran obligatorios y se incluyen en la tabla a continuación solo si contaron para la clasificación del jugador a partir del 21 de marzo de 2022. Los jugadores que no estén defendiendo puntos de los torneos de 2019 o 2021 tendrán su 19.º mejor resultado reemplazado por sus puntos del torneo 2022.

### Individuales masculino
| N.º | Rank. | Tenista               | Puntos | Puntos por defender | Puntos ganados | Nuevos puntos | Ronda hasta la que avanzó en el torneo               |
| --- | ----- | --------------------- | ------ | ------------------- | -------------- | ------------- | ---------------------------------------------------- |
| 1   | 2     | Daniil Medvédev       | 8410   | 180                 | 180            | 8410          | Cuartos de final, perdió ante Hubert Hurkacz [8]     |
| 2   | 4     | Alexander Zverev      | 7025   | 10                  | 180            | 7195          | Cuartos de final, perdió ante Casper Ruud [6]        |
| 3   | 5     | Stefanos Tsitsipas    | 6070   | 180                 | 90             | 5980          | Cuarta ronda, perdió ante Carlos Alcaraz [14]        |
| 4   | 6     | Matteo Berrettini     | 4955   | 10                  | 0              | 4945          | Baja antes de la segunda ronda.                      |
| 5   | 7     | Andrey Rublev         | 4725   | 360                 | 10             | 4375          | Segunda ronda, perdió ante Nick Kyrgios [WC]         |
| 6   | 8     | Casper Ruud           | 3870   | 90                  | 600            | 4380          | Final, perdió ante Carlos Alcaraz [14]               |
| 7   | 9     | Félix Auger-Aliassime | 3803   | 188                 | 10             | 3625          | Segunda ronda, perdió ante Miomir Kecmanović         |
| 8   | 10    | Hubert Hurkacz        | 3513   | 1000                | 360            | 2873          | Semifinales, perdió ante Carlos Alcaraz [14]         |
| 9   | 11    | Jannik Sinner         | 3474   | 600                 | 180            | 3054          | Cuartos de final, se retiró ante Francisco Cerúndolo |
| 10  | 12    | Cameron Norrie        | 3395   | 45                  | 90             | 3440          | Cuarta ronda, perdió ante Casper Ruud [6]            |
| 11  | 13    | Taylor Fritz          | 2920   | 90                  | 90             | 2920          | Cuarta ronda, perdió ante Miomir Kecmanović          |
| 12  | 14    | Denis Shapovalov      | 2863   | 180                 | 10             | 2693          | Segunda ronda, perdió ante Lloyd Harris              |
| 13  | 15    | Diego Schwartzman     | 2660   | 90                  | 10             | 2580          | Segunda ronda, perdió ante Thanasi Kokkinakis [Q]    |
| 14  | 16    | Carlos Alcaraz        | 2414   | 3                   | 1000           | 3411          | Campeón, venció a Casper Ruud [6]                    |
| 15  | 17    | Roberto Bautista      | 2375   | 360                 | 45             | 2060          | Tercera ronda, perdió ante Jenson Brooksby           |
| 16  | 18    | Reilly Opelka         | 2246   | 31                  | 10             | 2225          | Segunda ronda, se retiró ante Francisco Cerúndolo    |
| 17  | 19    | Pablo Carreño         | 2220   | 10                  | 45             | 2255          | Tercera ronda, perdió ante Jannik Sinner [9]         |
| 18  | 20    | Nikoloz Basilashvili  | 1916   | 45                  | 10             | 1881          | Segunda ronda, perdió ante Jenson Brooksby           |
| 19  | 21    | Lorenzo Sonego        | 1902   | 90                  | 10             | 1822          | Segunda ronda, perdió ante Denis Kudla [Q]           |
| 20  | 22    | John Isner            | 1846   | 300                 | 10             | 1556          | Segunda ronda, perdió ante Hugo Gaston               |
| 21  | 23    | Marin Čilić           | 1785   | 90                  | 45             | 1740          | Tercera ronda, perdió ante Carlos Alcaraz [14]       |
| 22  | 24    | Gaël Monfils          | 1723   | 0                   | 45             | 1768          | Tercera ronda, perdió ante Francisco Cerúndolo       |
| 23  | 25    | Karen Khachanov       | 1623   | 45                  | 10             | 1588          | Segunda ronda, perdió ante Tommy Paul                |
| 24  | 27    | Daniel Evans          | 1567   | 20                  | 10             | 1557          | Segunda ronda, perdió ante Yoshihito Nishioka [Q]    |
| 25  | 28    | Álex de Miñaur        | 1531   | 10                  | 45             | 1566          | Tercera ronda, perdió ante Stefanos Tsitsipas [3]    |
| 26  | 29    | Grigor Dimitrov       | 1471   | 23                  | 10             | 1458          | Segunda ronda, perdió ante Mackenzie McDonald        |
| 27  | 29    | Christian Garín       | 1466   | 23                  | 10             | 1453          | Segunda ronda, perdió ante Pedro Martínez            |
| 28  | 31    | Frances Tiafoe        | 1453   | 90                  | 90             | 1453          | Cuarta ronda, perdió ante Francisco Cerúndolo        |
| 29  | 32    | Aslán Karatsev        | 1428   | 45                  | 45             | 1428          | Tercera ronda, perdió ante Hubert Hurkacz [8]        |
| 30  | 33    | Aleksandr Búblik      | 1416   | 223                 | 45             | 1238          | Tercera ronda, perdió ante Casper Ruud [6]           |
| 31  | 34    | Fabio Fognini         | 1339   | 23                  | 45             | 1361          | Tercera ronda, perdió ante Nick Kyrgios [WC]         |
| 32  | 35    | Albert Ramos          | 1314   | 23                  | 10             | 1301          | Segunda ronda, perdió ante Sebastian Korda           |

- Ranking del 21 de marzo de 2022.[4]

#### Bajas masculinas (cabezas de serie o sembrados)
| Rank. | Tenista           | Puntos antes | Puntos por defender | Puntos ganados | Puntos después | Motivo                                          |
| ----- | ----------------- | ------------ | ------------------- | -------------- | -------------- | ----------------------------------------------- |
| 1     | Novak Djokovic    | 8465         | 45                  | 0              | 8420           | Incumplimiento de los requisitos de vacunación. |
| 3     | Rafael Nadal      | 7115         | 0                   | 0              | 7115           | Descanso.                                       |
| 6     | Matteo Berrettini | 4955         | 10                  | 0              | 4945           | Lesión en la mano.                              |
| 26    | Roger Federer     | 1620         | 500                 | 0              | 1120           | Lesión en la rodilla.                           |

### Dobles masculinos
| Tenistas                           | Ranking | Preclasificado |
| Nikola Mektić Mate Pavić           | 4       | 1              |
| Rajeev Ram Joe Salisbury           | 6       | 2              |
| Marcel Granollers Horacio Zeballos | 11      | 3              |
| John Peers Filip Polášek           | 21      | 4              |
| Juan Sebastián Cabal Robert Farah  | 26      | 5              |
| Wesley Koolhof Neal Skupski        | 33      | 6              |
| Jamie Murray Bruno Soares          | 39      | 7              |
| Nicolas Mahut Fabrice Martin       | 48      | 8              |

### Individuales femeninos
- Debido a que los puntos de la edición del Masters de Miami 2021 no eran obligatorios, aparecerán en la siguiente tabla solamente si están incluidos en el ranking del jugador del 7 de marzo de 2022.
- Las jugadoras que no estén defendiendo puntos del torneo de 2021, tendrán su 16.º mejor resultado reemplazado por sus puntos del torneo 2022.

| N.º | Rank. | Tenista              | Puntos | Puntos por defender | Puntos ganados | Nuevos puntos | Ronda hasta la que avanzó en el torneo               |
| --- | ----- | -------------------- | ------ | ------------------- | -------------- | ------------- | ---------------------------------------------------- |
| 1   | 5     | Aryna Sabalenka      | 4862   | 215                 | 10             | 4657          | Segunda ronda, perdió ante Irina-Camelia Begu        |
| 2   | 2     | Iga Świątek          | 5776   | 65                  | 1000           | 6711          | Campeona, venció a Naomi Osaka                       |
| 3   | 7     | Anett Kontaveit      | 4686   | 185                 | 10             | 4511          | Segunda ronda, perdió ante Ann Li                    |
| 4   | 3     | María Sákkari        | 5085   | 390                 | 10             | 4705          | Segunda ronda, perdió ante Beatriz Haddad Maia       |
| 5   | 6     | Paula Badosa         | 4790   | 35                  | 215            | 4970          | Cuartos de final, se retiró ante Jessica Pegula [16] |
| 6   | 8     | Karolína Plíšková    | 4252   | 65                  | 10             | 4197          | Segunda ronda, perdió ante Anna Kalinskaya [Q]       |
| 7   | 9     | Garbiñe Muguruza     | 3190   | 120                 | 0              | 3070          | Baja antes de la segunda ronda.                      |
| 8   | 10    | Ons Jabeur           | 2975   | 120                 | 120            | 2975          | Cuarta ronda, perdió ante Danielle Collins [9]       |
| 9   | 11    | Danielle Collins     | 2971   | 35                  | 215            | 3151          | Cuartos de final, perdió ante Naomi Osaka            |
| 10  | 12    | Jeļena Ostapenko     | 2860   | 65                  | 10             | 2805          | Segunda ronda, perdió ante Shelby Rogers             |
| 11  | 13    | Emma Raducanu        | 2699   | 3                   | 10             | 2706          | Segunda ronda, perdió ante Kateřina Siniaková        |
| 12  | 16    | Victoria Azarenka    | 2336   | 120                 | 65             | 2281          | Tercera ronda, se retiró ante Linda Fruhvirtová [WC] |
| 13  | 15    | Angelique Kerber     | 2352   | 65                  | 10             | 2297          | Segunda ronda, perdió ante Naomi Osaka               |
| 14  | 17    | Cori Gauff           | 2280   | 55                  | 120            | 2345          | Cuarta ronda, perdió ante Iga Świątek [2]            |
| 15  | 20    | Elina Svitólina      | 2216   | 390                 | 10             | 1836          | Segunda ronda, perdió ante Heather Watson            |
| 16  | 21    | Jessica Pegula       | 2215   | 120                 | 390            | 2485          | Semifinales, perdió ante Iga Świątek [2]             |
| 17  | 18    | Elena Rybakina       | 2261   | 65                  | 65             | 2261          | Tercera ronda, perdió ante Jessica Pegula [16]       |
| 18  | 22    | Leylah Fernandez     | 2171   | 25                  | 10             | 2156          | Segunda ronda, perdió ante Karolína Muchová          |
| 19  | 25    | Tamara Zidanšek      | 1931   | 20                  | 10             | 1921          | Segunda ronda, perdió ante Vera Zvonareva            |
| 20  | 24    | Elise Mertens        | 1950   | 120                 | 10             | 1840          | Segunda ronda, perdió ante Linda Fruhvirtová [WC]    |
| 21  | 23    | Veronika Kudermétova | 2035   | 65                  | 120            | 2090          | Cuarta ronda, perdió ante Petra Kvitová [28]         |
| 22  | 28    | Belinda Bencic       | 1826   | 65                  | 390            | 2151          | Semifinales, perdió ante Naomi Osaka                 |
| 23  | 19    | Simona Halep         | 2221   | 65                  | 0              | 2156          | Baja antes de la segunda ronda.                      |
| 24  | 27    | Sorana Cîrstea       | 1865   | 35                  | 10             | 1840          | Segunda ronda, perdió ante Shuai Zhang               |
| 25  | 29    | Daria Kasátkina      | 1790   | 30                  | 10             | 1770          | Segunda ronda, perdió ante Aliaksandra Sasnovich     |
| 26  | 26    | Madison Keys         | 1904   | 10                  | 10             | 1904          | Segunda ronda, perdió ante Anhelina Kalinina         |
| 27  | 31    | Camila Giorgi        | 1613   | 10                  | 0              | 1603          | Baja antes de la segunda ronda.                      |
| 28  | 32    | Petra Kvitová        | 1595   | 120                 | 215            | 1690          | Cuartos de final, perdió ante Iga Świątek [2]        |
| 29  | 30    | Liudmila Samsónova   | 1632   | 95                  | 10             | 1547          | Segunda ronda, perdió ante Madison Brengle           |
| 30  | 33    | Markéta Vondroušová  | 1577   | 120                 | 0              | 1457          | Baja antes de la segunda ronda.                      |
| 31  | 36    | Alizé Cornet         | 1340   | 35                  | 10             | 1315          | Segunda ronda, perdió ante Alison Riske              |
| 32  | 35    | Sara Sorribes        | 1340   | 215                 | 10             | 1135          | Segunda ronda, perdió ante Kaia Kanepi               |

- Ranking del 21 de marzo de 2022.[9]

#### Bajas femeninas
| Rank. | Tenista                     | Puntos antes | Puntos por defender | Puntos ganados | Puntos después | Motivo                                 |
| ----- | --------------------------- | ------------ | ------------------- | -------------- | -------------- | -------------------------------------- |
| 1     | Ashleigh Barty              | 7980         | 1000                | 0              | 6980           | Sin preparación física.                |
| 4     | Barbora Krejčíková          | 5033         | 58                  | 0              | 4975           | Lesión en el codo.                     |
| 9     | Garbiñe Muguruza            | 3190         | 120                 | 0              | 3070           | Lesión muscular en la pierna izquierda |
| 14    | Anastasia Pavlyuchenkova    | 2473         | 0                   | 0              | 2473           | Lesión en la rodilla.                  |
| 19    | Simona Halep                | 2221         | 0                   | 0              | 2156           | Lesión en el muslo izquierdo.          |
| 31    | Markéta Vondroušová         | 1613         | 0                   | 0              | 1613           |                                        |
| 33    | Camila Giorgi               | 1577         | 120                 | 0              | 1457           | Enfermedad viral.                      |
| 34    | María Camila Osorio Serrano | 1349         | 15                  | 0              | 1334           | Lesión.                                |

### Dobles femenino
| Tenista                               | Ranking | Preclasificada |
| Veronika Kudermetova Elise Mertens    | 9       | 1              |
| Storm Sanders Kateřina Siniaková      | 18      | 2              |
| Samantha Stosur Shuai Zhang           | 19      | 3              |
| Cori Gauff Caty McNally               | 23      | 4              |
| Darija Jurak Schreiber Andreja Klepač | 29      | 5              |
| Gabriela Dabrowski Giuliana Olmos     | 31      | 6              |
| Desirae Krawczyk Demi Schuurs         | 37      | 7              |
| Marie Bouzková Lucie Hradecká         | 40      | 8              |

## Campeones

### Individual masculino
Carlos Alcaraz venció a  Casper Ruud por 7-5, 6-4

### Individual femenino
Iga Świątek venció a  Naomi Osaka por 6-4, 6-0

### Dobles masculino
Hubert Hurkacz /  John Isner vencieron a  Wesley Koolhof /  Neal Skupski por 7-6(5), 6-4

### Dobles femenino
Laura Siegemund /  Vera Zvonareva vencieron a  Veronika Kudermetova /  Elise Mertens por 7-6(3), 7-5